# Lago de Montcortés
El lago de Montcortés (en catalán Estany de Montcortès) es un Lugar de Importancia Comunitaria (LIC) situado en la provincia de Lérida, Comunidad Autónoma de Cataluña, España, en el término municipal de Bajo Pallars, en la comarca del Pallars Sobirá. Es una formación de origen kárstico; junto con las lagunas de Basturs es el único de origen no glaciar de los Pirineos. Este espacio fue protegido en 1992 por el Plan de Espacios de Interés Natural de la Generalidad de Cataluña (espacio ATC "Estany de Montcortès") mediante el Decreto 328/1992 y, a su vez, por la red de espacios naturales protegidos Natura 2000 (espacio ES5130019 "Estany de Montcortès").
El ayuntamiento del Bajo Pallars organizó una votación solo en Montcortès y sacaron los embarcaderos que había para bañarse. Pueblos cercanos del mismo ayuntamiento como Peramea, Bretui, Mentui, Cabestany (Baix Pallars), Cortscastell y Pujol (Baix Pallars) entre otros han intentado que siga como en los últimos años.

## Hidrología

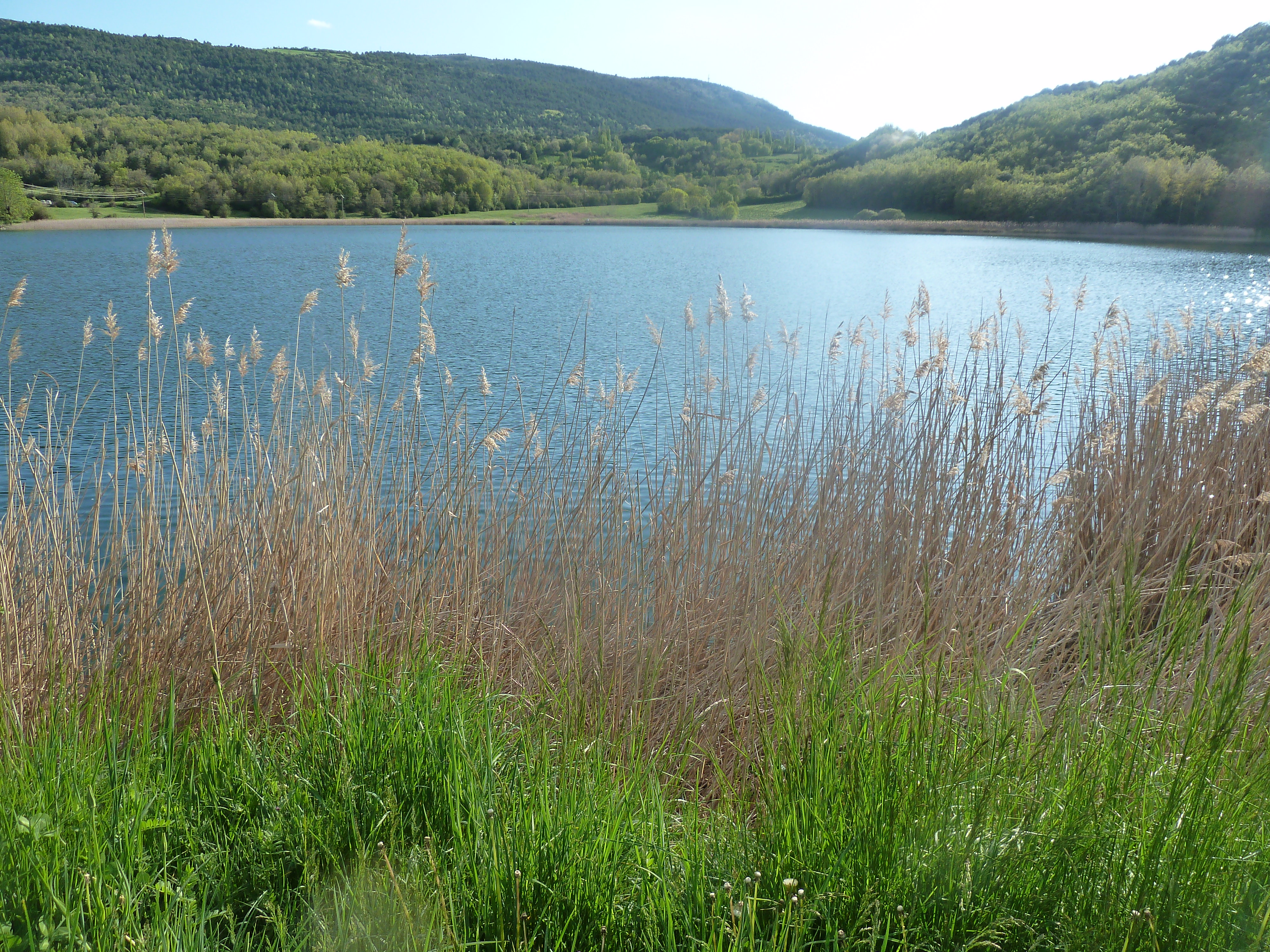
Laguna de Montcortés

Es un lago oligotrófico —sus aguas son pobres en nutrientes—. Su hidrología está controlada fundamentalmente por aportaciones subterráneas que compensan las pérdidas que tiene la laguna tanto por evaporación como por un pequeño arroyo emisario que está situado en su borde norte.

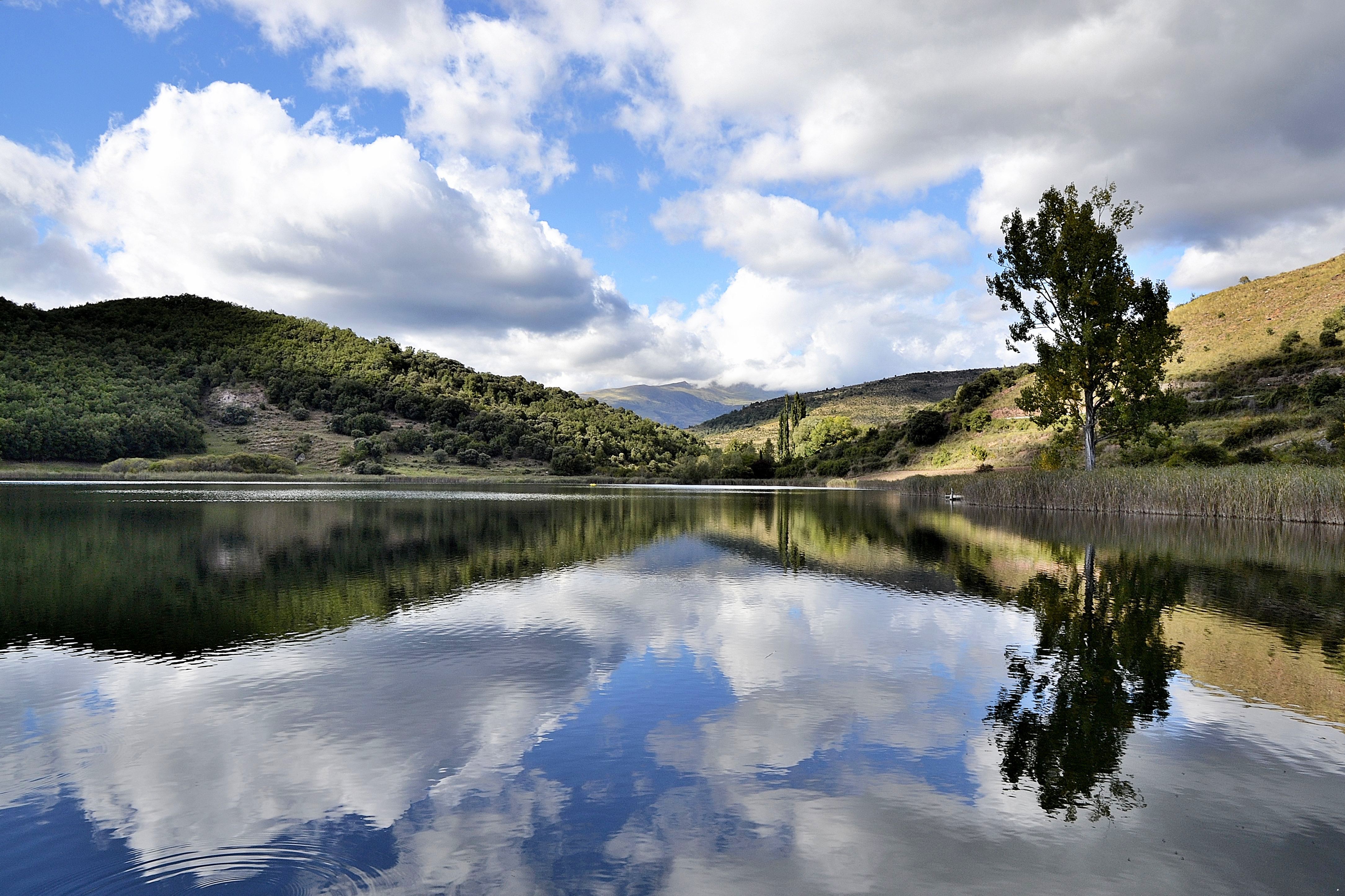
Lago de Montcortés (Lleida)

## Flora
Presenta algunos elementos en común con el lago de Bañolas, situado al pie del Sistema Transversal. Ambos constituyen sistemas lacustres excepcionales y de características únicas en Cataluña y en la península ibérica. Es por ello que se debe considerar este espacio como de interés especial y prioritario.
Destacan especialmente las biocenosis acuáticas y terrestres de ribera. De las primeras cabe mencionar los herbazales de Potamogeton, y de las segundas, los juncales y herbazales inundados o juncales de grandes ciperáceas. Estas comunidades forman un cinturón de vegetación que rodea la laguna. En este espacio se localiza el alga del orden de las charas, especie que, desde su desaparición de las lagunas de Basturs, solo se encuentra en Montcortés.

## Fauna
La laguna ofrece una diversidad de biotopos que favorecen la presencia de interesantes poblamientos de fauna. Así, por ejemplo, cabe destacar la importancia de este lago como área de nidificación por algunos pájaros, o para constituir el hábitat de notables especies ligadas al medio acuático, como es el caso del pequeño gasterópodo Limnea stagnalis, especie holártica de ancha distribución en Europa pero bastante rara en la península ibérica. La fauna existente es, principalmente, L. stagnalis, águila pescadora, ánade real y varias especies de peces.